# August Pfeiffer
Johan August Pfeiffer, född 26 december 1777 i Stockholm, död 1 april 1842 på Vallstanäs i Norrsunda socken, Stockholms län, var en svensk hovrättsnotarie, tecknare och grafiker.
Han var son till läkaren och innehavaren av Kungliga ordensboktryckeriet Johan Pfeiffer och Vilhelmina Matzen och gift med Charlotta Zerl. Pfeiffer utbildades troligen i gravyr av Fredrik Akrel. Vid sidan av sin tjänst som hovrättsnotarie utgav han tidskriften Magasin för blomster-älskare och idkare af trädgårdsskötsel. Merparten av illustrationerna tecknades och graverades av Pfeiffer. Som illustratör medverkade han i L Hollbergs bok Beskrivning öfver Bohuslänske fiskarne och en Encyclopedie för barn 1819.